# Luciano Pérez Platero
Luciano Pérez Platero (Arizaleta, 8 de enero de 1882-Burgos, 14 de junio de 1963) fue un arzobispo católico español. Ocupó los cargos de obispo de Segovia (1929-1944) y arzobispo de Burgos (1944-1963).

## Biografía

### Primeros años y formación
Nació en Arizaleta (Navarra) en 1882, siendo sus padres Pedro, médico del pueblo, y Petra. Cursó sus estudios de latín, humanidades, filosofía y teología en el Seminario de Pamplona. Obtuvo el doctorado en Sagrada Teología en el Seminario Central de Salamanca, el doctorado en Derecho canónico en la Universidad Pontificia de Comillas y la licenciatura en Derecho en la Universidad de Salamanca. Fue ordenado sacerdote en Salamanca en 1907.

### Vida sacerdotal y docente
En 1912 obtuvo, por oposición, el cargo de canónigo doctoral de la catedral de Santo Domingo de la Calzada. En 1917 obtuvo, por oposición, el cargo de canónigo de la catedral de Calahorra.  
En 1926, habiendo sido reconocidos sus extraordinarios conocimientos en el campo del derecho, fue nombrado auditor supernumerario del Tribunal de la Rota de la Nunciatura Apostólica en España y profesor de Derecho canónico en el Seminario de Madrid.  

### Episcopado

#### Obispo de Segovia
En 1928 fue elegido obispo de Segovia, ocupando la silla durante dieciséis años; de su mandato destaca la fundación de la Congregación de Hermanas Misioneras de Acción Parroquial en 1942. 
Desde los inicios de la guerra civil española fue muy beligerante en favor del bando sublevado. Ardiente antirrepublicano, por lo que acabaría siendo propuesto por el general Franco para que fuera nombrado arzobispo de Burgos, declaró a mediados de agosto de 1936: «Triste, tristísimo es que haya sido necesario encender la hoguera de la guerra civil y llegar a esta situación para librarnos de la hecatombe y de la barbarie que se cernían sobre el suelo de España». Mientras denunciaba los excesos del bando republicano que describía como «un reguero de crímenes atroces y una estela negrísima de vandalismo y barbarie», no sólo guardaba silencio sobre la violencia de los sublevados en su diócesis de Segovia que él conocía muy bien puesto que en muchas de las ejecuciones asistían sacerdotes para confesar a las víctimas, sino que ordenaba a sus párrocos que todos los días «sin omitir uno solo» elevaran «preces al Todopoderoso a fin de obtener el triunfo total y rápido de España en esta guerra contra la barbarie y el ateísmo». También les ordenaba que los muertos del bando sublevado debían ser inscritos en las partidas de defunción de las parroquias con la frase «peleando por Dios y por la Patria».

#### Arzobispo de Burgos
En 1944 fue nombrado arzobispo de Burgos, destacando su labor cultural a través del impulso de creación de cines parroquiales en todos los municipios, y creó el secretariado diocesano de cine, radio y televisión, para utilizar dichos medios para la evangelización de la población.
En 1946 fue designado por Francisco Franco procurador en Cortes, cargo en el que permaneció durante seis legislaturas hasta su fallecimiento.
Falleció en Burgos en la madrugada del 14 de junio de 1963. En mayo de 2024 sus restos mortales fueron trasladados a la catedral de Burgos.